# Murat-le-Quaire
Murat-le-Quaire é uma comuna francesa na região administrativa de Auvérnia-Ródano-Alpes, no departamento Puy-de-Dôme. Estende-se por uma área de 11,76 km². Em 2010 a comuna tinha 494 habitantes (densidade: 42 hab./km²).